# Сен-Сорлен-ан-Бюже
Сен-Сорле́н-ан-Бюже́ (фр. Saint-Sorlin-en-Bugey) — коммуна во Франции, находится в регионе Рона — Альпы. Департамент — Эн. Входит в состав кантона Ланьё. Округ коммуны — Белле.
Код INSEE коммуны — 01386.

## География
Коммуна расположена приблизительно в 410 км к юго-востоку от Парижа, в 45 км восточнее Лиона, в 38 км к югу от Бурк-ан-Бреса.
По территории коммуны протекает река Рона.

## Климат
Климат полуконтинентальный с холодной зимой и тёплым летом. Дожди бывают нечасто, в основном летом.

## Население
Население коммуны на 2010 год составляло 1061 человек.
| 1962 | 1968 | 1975 | 1982 | 1990 | 1999 | 2010 |
| ---- | ---- | ---- | ---- | ---- | ---- | ---- |
| 525  | 559  | 629  | 690  | 832  | 938  | 1061 |

## Администрация
| Период | Период | Фамилия      | Партия | Примечания |
| ------ | ------ | ------------ | ------ | ---------- |
| 1995   | 2001   | Венсан Мейан |        |            |
| 2001   | 2008   | Дени Жоффро  |        |            |
| 2008   | 2014   | Патрик Милле |        |            |

## Экономика
В 2010 году среди 695 человек трудоспособного возраста (15—64 лет) 565 были экономически активными, 130 — неактивными (показатель активности — 81,3 %, в 1999 году было 74,1 %). Из 565 активных жителей работали 525 человек (285 мужчин и 240 женщин), безработных было 40 (18 мужчин и 22 женщины). Среди 130 неактивных 46 человек были учениками или студентами, 51 — пенсионерами, 33 были неактивными по другим причинам.

## Достопримечательности
- Церковь Св. Марии Магдалины. Исторический памятник с 1938 года.[4]
- Фонтан и общественная прачечная Коллонж (XVIII век). Исторический памятник с 1973 года.[5]
- Руины замка Кюше[фр.] (XIII век).

## Фотогалерея

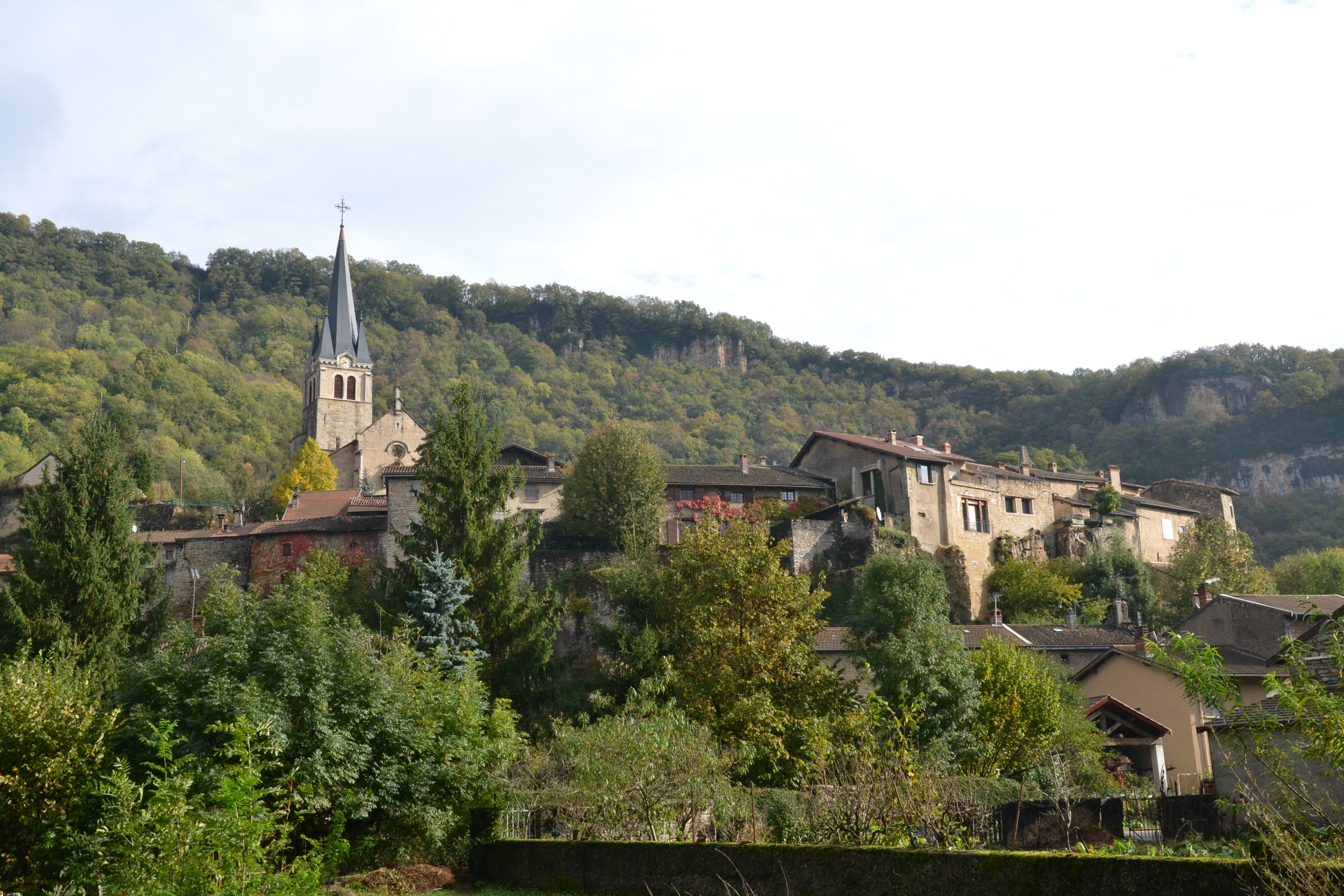
Сен-Сорлен-ан-Бюже
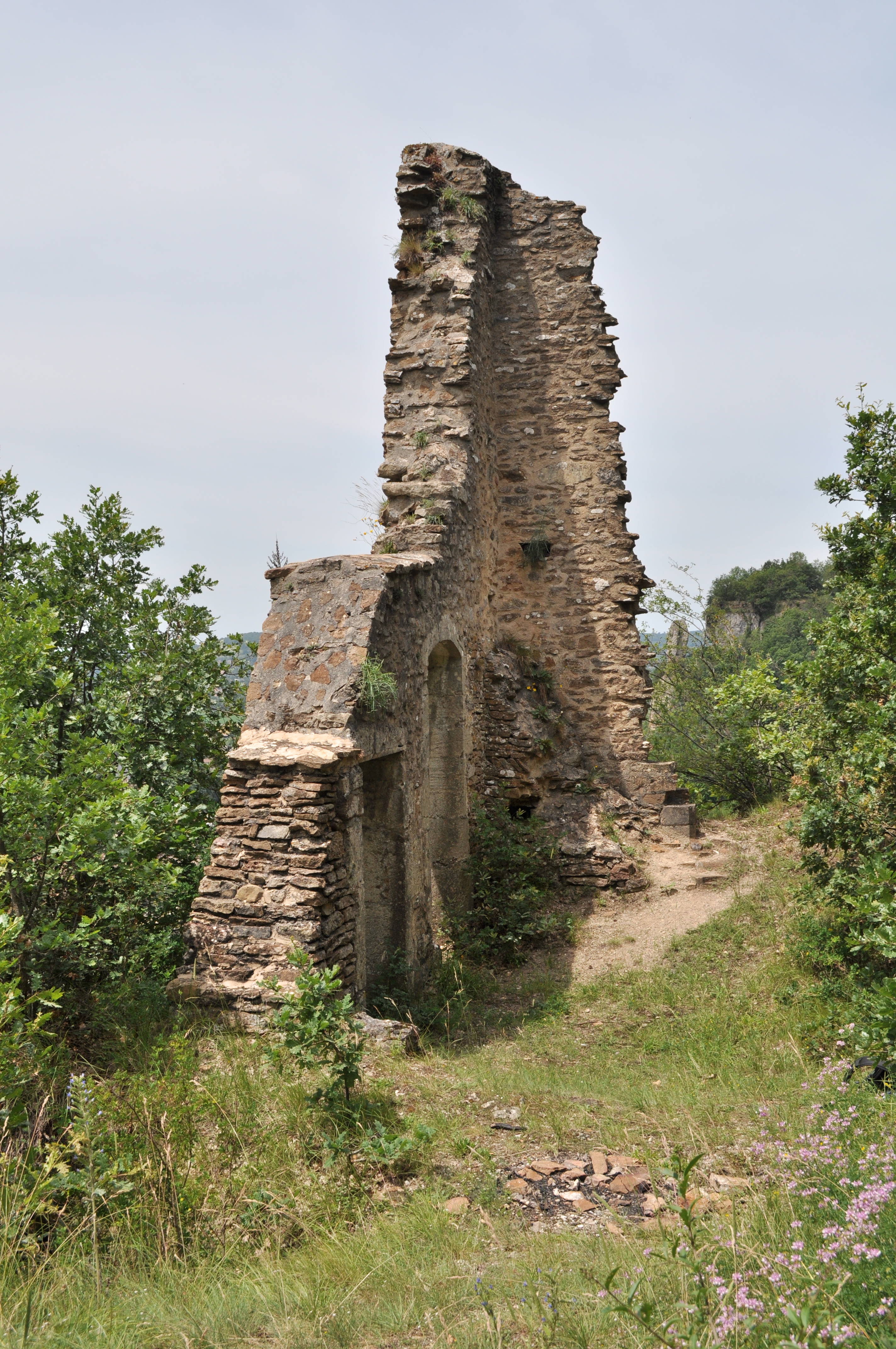
Руины замка Кюше
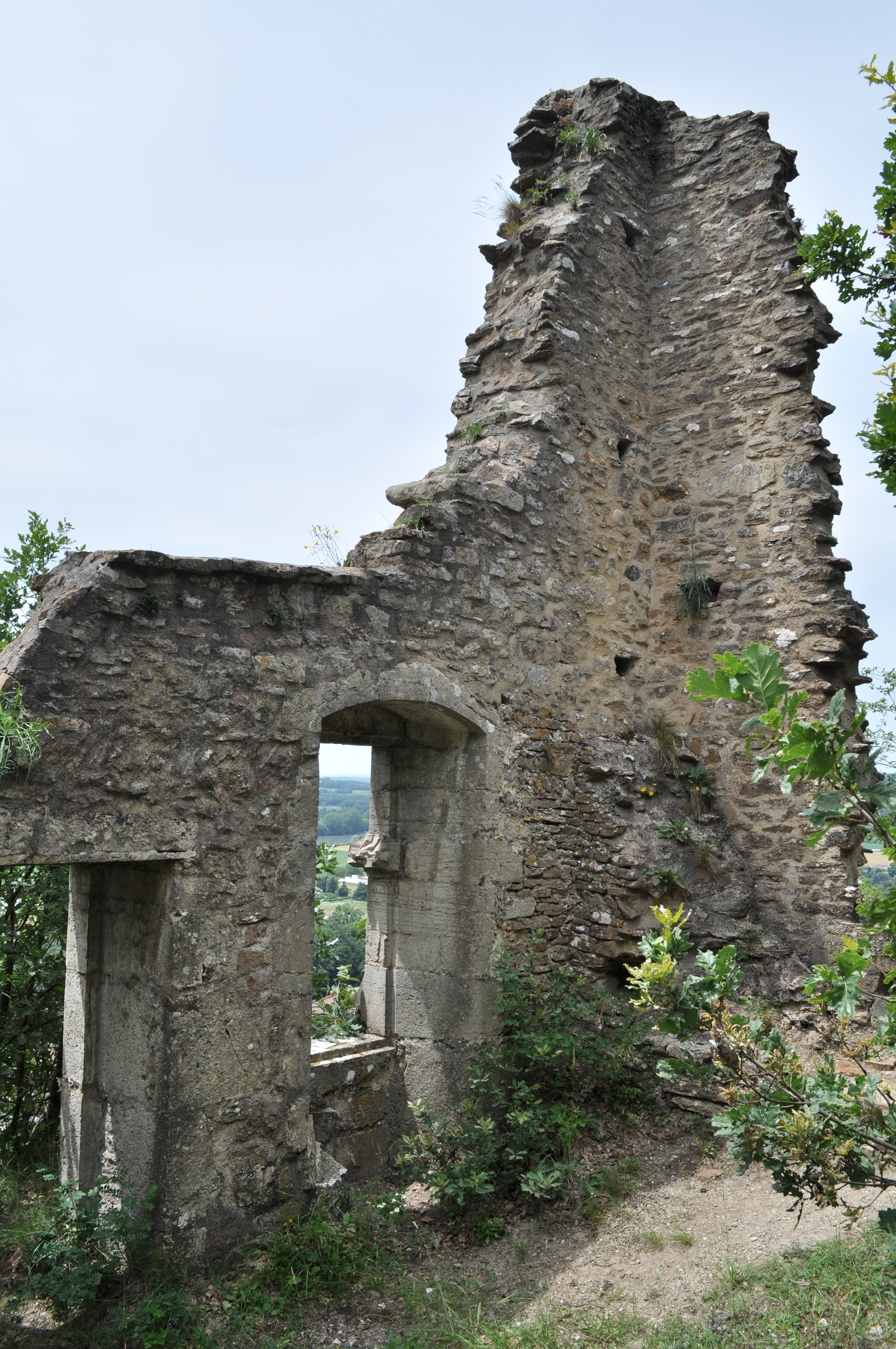
Руины замка Кюше
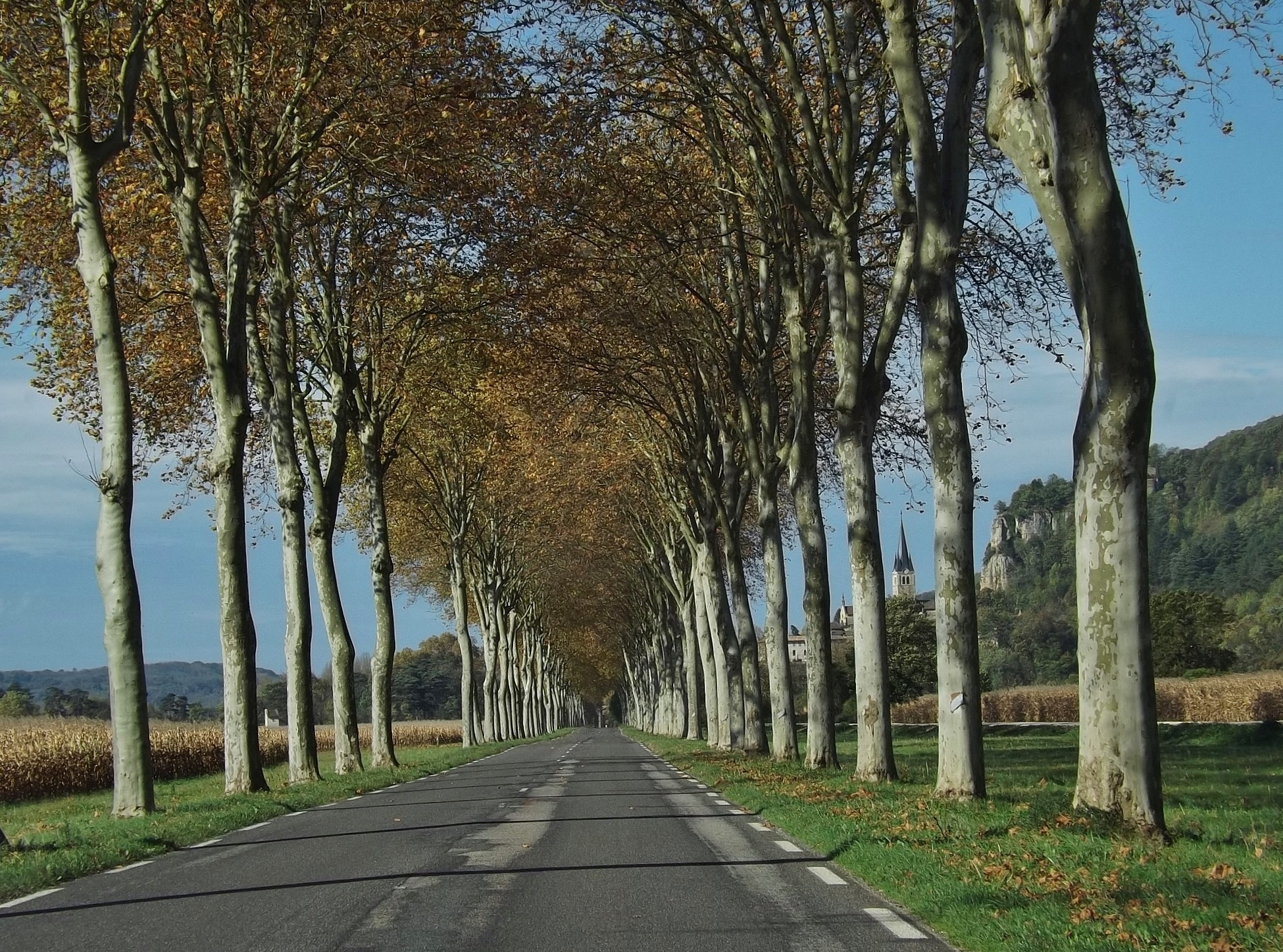
Дорога RD 122 между Со-Брена и Сен-Сорлен-ан-Бюже